# Persone di nome Jakub/Calciatori
| Questa pagina contiene informazioni ricavate automaticamente dalle voci biografiche con l'ausilio del template Bio e di un bot. L'aggiornamento è periodico e automatico e ricostruisce completamente la pagina. Se manca una persona in questa lista, sei pregato di non aggiungerla, ma accertati piuttosto che la sua voce biografica contenga il template Bio e che i dati anagrafici siano correttamente compilati. Se il template Bio manca, inseriscilo tu stesso o, in alternativa, metti l'avviso {{tmp\|Bio}} che ne segnala la mancanza. Se i dati riportati sono sbagliati, correggi direttamente la voce biografica; le modifiche saranno visibili in questa lista entro pochi giorni. Per chiarimenti vedi il progetto antroponimi. La lista contiene solo le 65 persone che sono citate nell'enciclopedia e per le quali è stato implementato correttamente il template Bio. Pagina aggiornata al 16 ott 2024. |

Questa è una lista di persone presenti nell'enciclopedia che hanno il nome Jakub e sono calciatori.

## A(1)
- Jakub Arak, calciatore polacco (Varsavia, n. 1995)

## B(4)
- Jakub Bartkowski, calciatore polacco (Łódź, n. 1991)
- Jakub Bartosz, calciatore polacco (Myślenice, n. 1996)
- Jakub Błaszczykowski, ex calciatore polacco (Truskolasy, n. 1985)
- Jakub Brabec, calciatore ceco (Praga, n. 1992)

## C(2)
- Jakub Chleboun, calciatore ceco (Litomyšl, n. 1985)
- Jakub Czerwiński, calciatore polacco (Krynica-Zdrój, n. 1991)

## D(1)
- Jakub Dohnálek, calciatore ceco (Vítkov, n. 1988)

## F(1)
- Jakub Fulnek, calciatore ceco (n. 1994)

## G(1)
- Jakub Grič, calciatore slovacco (Prešov, n. 1996)

## H(4)
- Jakub Heidenreich, calciatore ceco (Mohelnice, n. 1989)
- Jakub Holúbek, calciatore slovacco (Trenčín, n. 1991)
- Jakub Hora, calciatore ceco (Most, n. 1991)
- Jakub Hromada, calciatore slovacco (Košice, n. 1996)

## J(3)
- Jakub Janetzký, calciatore ceco (n. 1997)
- Jakub Jankto, calciatore ceco (Praga, n. 1996)
- Jakub Jugas, calciatore ceco (Otrokovice, n. 1992)

## K(11)
- Jakub Kadák, calciatore slovacco (Trenčín, n. 2000)
- Jakub Kamiński, calciatore polacco (Ruda Śląska, n. 2002)
- Jakub Kałuziński, calciatore polacco (Danzica, n. 2002)
- Jakub Kiełb, calciatore polacco (Jarocin, n. 1993)
- Jakub Kiwior, calciatore polacco (Tychy, n. 2000)
- Jakub Klíma, calciatore ceco (Nymburk, n. 1998)
- Jakub Kolář, calciatore ceco (n. 2000)
- Jakub Kosecki, calciatore polacco (Varsavia, n. 1990)
- Jakob Kreuzer, calciatore austriaco (n. 1995)
- Jakub Krč, calciatore slovacco (Senica, n. 1997)
- Jakub Kuzdra, calciatore polacco (Tarnów, n. 1997)

## M(5)
- Jakub Mareš, calciatore ceco (Teplice, n. 1987)
- Jakub Markovič, calciatore ceco (Přerov, n. 2001)
- Jakub Martinec, calciatore ceco (Vysoké Mýto, n. 1998)
- Jakub Moder, calciatore polacco (Szczecinek, n. 1999)
- Jakub Myszor, calciatore polacco (Tychy, n. 2002)

## N(2)
- Jakub Navrátil, calciatore ceco (n. 1984)
- Jakub Nečas, calciatore ceco (Praga, n. 1995)

## P(7)
- Jakub Paur, calciatore slovacco (Višňové, n. 1992)
- Jakub Petr, calciatore ceco (Olomouc, n. 1990)
- Jakub Pešek, calciatore ceco (Chrudim, n. 1993)
- Jakub Piotrowski, calciatore polacco (Toruń, n. 1997)
- Jakub Plšek, calciatore ceco (Jasenná, n. 1993)
- Jakub Podaný, ex calciatore ceco (Přerov, n. 1987)
- Jakub Považanec, calciatore slovacco (Banská Bystrica, n. 1991)

## R(2)
- Jakub Rada, calciatore ceco (Praga, n. 1987)
- Jakub Rzeźniczak, calciatore polacco (Łódź, n. 1986)

## S(4)
- Jakub Sedláček, calciatore slovacco (Trenčín, n. 1998)
- Jakub Serafin, calciatore polacco (Olsztyn, n. 1996)
- Jakub Słowik, calciatore polacco (Nowy Sącz, n. 1991)
- Jakub Sylvestr, calciatore slovacco (Banská Bystrica, n. 1989)

## T(2)
- Jakub Tancík, calciatore slovacco (Nitra, n. 2000)
- Jakub Tosik, calciatore polacco (Zelów, n. 1987)

## V(1)
- Jakub Vojtuš, calciatore slovacco (Spišská Nová Ves, n. 1993)

## W(5)
- Jakub Wawrzyniak, ex calciatore polacco (Kutno, n. 1983)
- Jakub Wilk, calciatore polacco (Poznań, n. 1985)
- Jakub Więzik, calciatore polacco (Bielsko-Biała, n. 1991)
- Jakub Wrąbel, calciatore polacco (Breslavia, n. 1996)
- Jakub Wójcicki, calciatore polacco (Varsavia, n. 1988)

## Y(1)
- Jakub Yunis, calciatore ceco (n. 1996)

## Č(1)
- Jakub Čunta, calciatore slovacco (n. 1996)

## Ł(1)
- Jakub Łabojko, calciatore polacco (Tarnowskie Góry, n. 1997)

## Ř(1)
- Jakub Řezníček, calciatore ceco (Příbram, n. 1988)

## Ś(1)
- Jakub Świerczok, calciatore polacco (Tychy, n. 1992)

## Š(3)
- Jakub Štochl, calciatore ceco (Hořovice, n. 1987)
- Jakub Šural, calciatore ceco (Brno, n. 1996)
- Jakub Švec, calciatore slovacco (Žiar nad Hronom, n. 2000)

## Ż(1)
- Jakub Żubrowski, calciatore polacco (Stettino, n. 1992)